# برونسوم
برونسوم Brunssum  مدينة وبلدية بمقاطعة ليمبورخ، هولندا.

## طوبوغرافيا
خريطة طوبوغرافية هولندية لبلدية برونسوم، يونيو 2015، (تقرأ بعد ثلاث نقرات على الخريطة)

## توأمة
لبرونسوم اتفاقيات توأمة مع:
- آلسدورف

## أعلام
- توم دايمن